# 鞍結點分岔
鞍結點分岔（Saddle-node bifurcation），又稱切分岔、折叠分岔，是在數學中的分岔理論描述的一種動力學系統中的局部分岔。表現為一對不動點相互靠近並最終互相碰撞導致不動點消失或其逆過程。"鞍結點分岔"一般用來描述連續性的動力學系統。在離散動力學系統中，這一種分岔一般稱為折叠分岔。
對于一維的動力學系統，參與鞍結點分岔的两個不動點中，一個為穩定不動點(穩定結點)，另一個為不穩定不動點(鞍點)。
鞍結點分岔一般與動力學系統中的遲滯現象及爆發災難現象相關。

## 鞍結點分岔的正則方程
一個典型鞍結點分岔的微分方程的例子如下：
{\displaystyle {\frac {dx}{dt}}=r+x^{2}.}
其中{\displaystyle x}為變量，{\displaystyle r}為分岔參數。
- 當{\displaystyle r<0}時，該系統有两個不動點，其中一個為穩定不動點{\displaystyle -{\sqrt {-r}}}，另一個為不穩定不動點{\displaystyle +{\sqrt {-r}}}。
- 當{\displaystyle r=0}時(分岔臨界點)，系統两個不動點將結合，從而只出現一個不動點。此時該不動點稱為鞍結點。
- 當{\displaystyle r>0}時，該系統沒有任何不動點。

事實上，上述例子即為鞍-結點分岔的正則方程。對于一般的標量微分方程{\displaystyle {\tfrac {dx}{dt}}=f(r,x)}，若其在{\displaystyle r=0}時有不動點{\displaystyle x=0}且同時滿足{\displaystyle {\tfrac {\partial f}{\partial x}}(0,0)=0}時，在滿足非簡並條件({\displaystyle {\tfrac {\partial ^{2}\!f}{\partial x^{2}}}(0,0)\neq 0})及橫向條件({\displaystyle {\tfrac {\partial f}{\partial r}}(0,0)\neq 0})時，該微分方程與正則方程局部拓扑等價。

## 二維動力學系統中的例子
二維系統中一個有鞍結點分岔的動力學系統如下：
{\displaystyle {\frac {dx}{dt}}=\alpha -x^{2}}
{\displaystyle {\frac {dy}{dt}}=-y.}
該系統相空間的性質會隨着參數{\displaystyle \alpha }的變化而變化如下：
- 當{\displaystyle \alpha <0}時，系統沒有不動點。
- 當{\displaystyle \alpha =0}時，系統有一個鞍結點。
- 當{\displaystyle \alpha >0}時，系統通過鞍結點分岔形成两個不動點，其中一個穩定(穩定結點)，另一個一穩定(鞍點)。

除此之外，鞍結點分岔同樣出現在消費者模型、生物學切換網絡等系統中。而且近年什至有人指出廣義相對論中的愛因斯坦埸方程在某些特定情況下也會出現與鞍結點分岔同樣的現象。